# Julian MacLaren-Ross
Julian MacLaren-Ross, auch James (geboren 7. Juli 1912 in London; gestorben 3. November 1964 ebenda), war ein britischer Schriftsteller. 

## Leben
Julian MacLaren-Ross wurde 1912 im Londoner Stadtteil South Norwood geboren. Er wuchs in Bournemouth und in Südfrankreich auf. Er lebte als Bohémien, verbrauchte das Familienvermögen und geriet in Armut. Im Zweiten Weltkrieg wurde er 1940 eingezogen, 1943 allerdings wegen Entfernens von der Truppe entlassen, der Verleger Rupert Hart-Davis bewahrte ihn vor dem Militärgericht.
Er wurde alkoholsüchtig und drogenabhängig, lebte in ständigen Geldnöten in billigen Absteigen in Soho in der Maske eines Dandy mit silbernem Knauf auf dem Spazierstock.
Maclaren-Ross schrieb für verschiedene Literaturzeitschriften wie London Magazine und in Cyril Connollys Horizon. Er schrieb sozialkritische Kurzgeschichten, nur einen Roman, und fand seine größte Anerkennung in den 1940er Jahren mit den Geschichten über das Leben unter den Soldaten: The Stuff to Give the Troops.
In Anthony Powells zwölfbändigem Roman A Dance to the Music of Time erhielt er den Namen X. Trapnel und wurde im zehnten Band Books do furnish a room so charakterisiert:
Trapnel wanted, among other things, to be a writer, a dandy, a lover, a comrade, an eccentric, a sage, a virtuoso, a good chap, a man of honour, a hard case, a spendthrift, an opportunist, a raissoneur; to be very rich, to be very poor, to possess a thousand mistresses, to win the heart of one love to whom he was ever faithful ...
Die Fontana-Taschenbuchausgabe zeigte 1977 als Titelbild MacLaren-Ross in einer Karikatur von Marc mit den Utensilien dunkle Brille und Spazierstock. Maclaren-Ross wurde gemäß seinem Biografen Paul Willetts nicht Herr seines Wunschdenkens. Als er starb, erinnerte der Nachruf im The Spectator am 13. November 1964 daran, dass von ihm ein großer Roman erwartet worden war – vergebens.

## Werke (Auswahl)
- The Stuff to Give the Troops. London : Jonathan Cape, 1944
- Better than a Kick in the Pants.London : Lawson & Dunn, 1945
- Bitten by the Tarantula. London : Allan Wingate, 1946
- The Nine Men of Soho. London : Allan Wingate, 1946
- Of Love and Hunger. London : Allan Wingate, 1947
  - Von Liebe und Hunger : Roman. Übersetzung Joachim Kalka, Nachwort Paul Willetts. Wuppertal : Arco, 2016
- The Weeping and the Laughter : a chapter of autobiography. London : Rupert Hart-Davis, 1953
- The Funny Bone. London : Elek Books, 1956
- Until the Day She Dies : a tale of terror. Hamish Hamilton, 1960
  - Bis zum Tage ihres Todes : Kriminalroman. Übersetzung Max Beutler. München : Desch, 1962
- The Doomsday Book. Hamish Hamilton, 1961
- Georges Simenon: Maigret and the burglar’s wife. Übersetzung Julian MacLaren-Ross. Harmondsworth : Penguin Books, 1963
- My Name is Love. London : Times Press, 1964
- Memoirs of the Forties. London : Alan Ross, 1965 (postum)
- Collected memoirs. Einführung Paul Willetts. London : Black Spring Press, 2004
- Selected Letters. Hrsg. Paul Willetts. London : Black Spring, 2008